# Chonopla
Chonopla is een geslacht van vlinders van de familie spinners (Lasiocampidae), uit de onderfamilie Lasiocampinae.

## Soorten
- C. modulata (Swinhoe, 1890)
- C. tecta De Lajonquière, 1979